# Lck
Lck (англ. Lymphocyte kinase (Lck)) — протеин из группы тирозинкиназ, фосфорилирующий тирозиновые остатки клеточных белков-мишеней в Т-лимфоцитах.

## Lck и Т-клеточная сигнализация
Экспрессия Lck специфична для Т-лимфоцитов. Молекулы Lck ассоциируются с цитоплазматической частью корецепторов CD4 и CD8 в Т-хелперах и Т-киллерах, соответственно, и вовлечены в передачу сигнала от Т-клеточного рецептора. При взаимодействии Т-клеточного рецептора со специфическим антигеном происходит активация Lck, которая фосфорилирует внутриклеточные участки корецептора CD3 и ζ-субъеденицы Т-клеточного рецептора, что в дальнейшем приводит к их взаимодействию с другой цитоплазматической тирозинкиназой — ZAP-70. Lck также способна фосфорилировать и активировать молекулы ZAP-70, которые в свою очередь фосфорилируют следующий элемент сигнальной цепи — LAT. LAT (Linker of Activated T cells) представляет собой трансмембранный протеин, служащий платформой для взаимодействия важных Т-клеточных сигнальных молекул, таких как Фосфоинозитид-3-киназа или Фосфолипаза C.